# Rustmästare
Rustmästare är en militär grad eller titel för befäl, ursprungligen med ansvar för tygmateriel.

## Etymologi
Rustmästare, sannolikt från tyskans rüstmeister där rust, rüst, betyder redskap eller utrustning. Detta bildar mästaren över redskapen eller utrustningen.

## Sverige

### Armén
Rustmästare var från början av 1600-talet till och med befälsreformen 1833/1837 den lägsta underofficersgraden i infanteriet. Vid sidan av sitt taktiska befäl ansvarade rustmästaren för kompaniets eller ibland bataljonens vapen och ammunition. Rustmästaren var den främste vapenteknikern vid förbandet och hade överinseende i en rustkammare och dess verkstäder. Rustmästarna blev vid befälsreformen 1833/1837 furirer.
Rustmästare var också titeln på en civilmilitär befattningshavare i tygstaten (fälttygkåren) med fanjunkares tjänsteställning. År 1937 ändrades den civilmilitära titeln till tygverkmästare.
Mellan 1957 och 1972 var rustmästare den högsta underbefälsgraden i armén och flygvapnet. Graden avskaffades 1972 och innevarande rustmästare blev vid tjänsteställningsreformen samma år fanjunkare. Dessa fanjunkare blev vid befälsreformen 1983 sedermera löjtnanter.

### Flottan
Rustmästare infördes 1841 i flottan. Rustmästare var en underofficer av andra graden med uppgift att handha vård av artillerimateriel. Graden var placerad under flaggrustmästare, vilket var en underofficer av första graden, och fram till 1877 placerad över underofficer av tredje graden. När rustmästargraden infördes som högsta underbefälsgrad i armén 1957 ändrades gradbenämningen till artillerimästare. Förste högbåtsman infördes 1960 som flottans motsvarighet till arméns rustmästare. Graden avskaffades 1972 och innevarande förste högbåtsmän blev vid tjänsteställningsreformen samma år fanjunkare. Artillerimästare blev vid samma reform fänrik eller löjtnant beroende på antalet år i graden.

### Kustartilleriet
Rustmästare infördes efter 1902 i kustartilleret. Rustmästare var en underofficer av andra graden med uppgift att handha vård av artillerimateriel. Graden var placerad under flaggrustmästare. När rustmästargraden infördes som högsta underbefälsgrad i armén 1957 ändrades gradbenämningen till artillerimästare. Motsvarigheten till arméns rustmästare var flaggfurir i kustartilleriet. Graden avskaffades 1972 och innevarande flaggfurire blev vid tjänsteställningsreformen samma år fanjunkare. Artillerimästare blev vid samma reform fänrik eller löjtnant beroende på antalet år i graden.

### Gradbeteckning
Från och med 1957 bars graden på uniform m/1939 och några år senare även på uniform m/1958 och m/1959. Den bestod av tre smala stolpar under en tjockare stolpe.

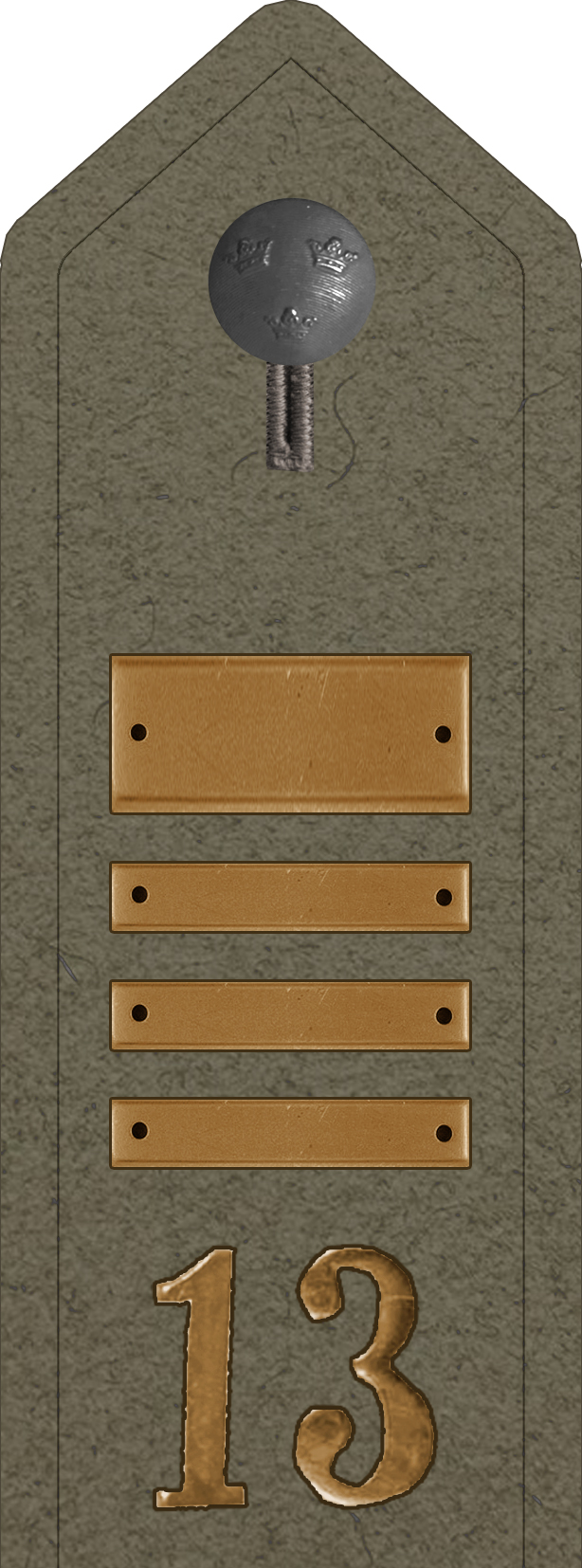
Uniform m/39
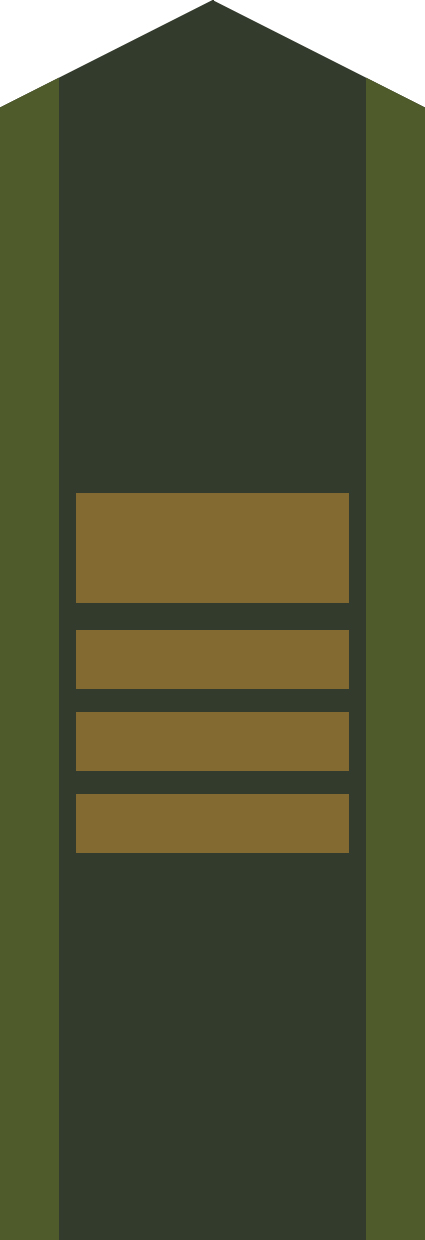
Uniform m/58 och m/59
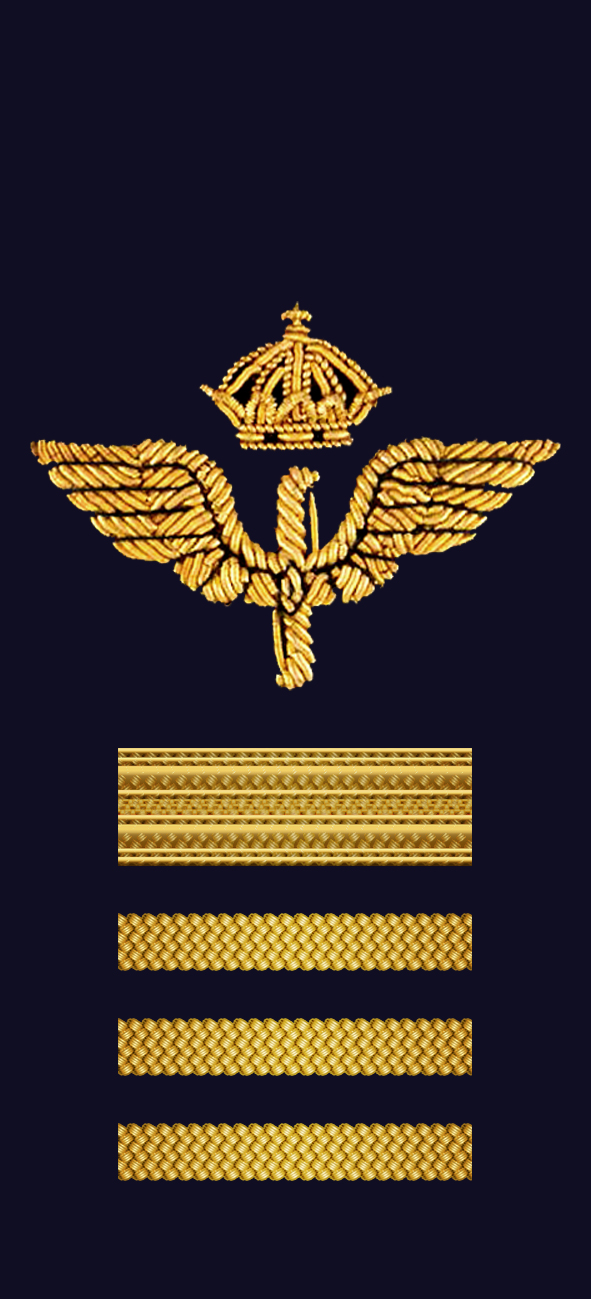
Rustmästare vid flygvapnet